# Colomanno d'Ungheria
Colomanno, conosciuto anche come Kalman e detto il Dotto o il Bibliofilo (in ungherese Könyves Kálmán; in croato Koloman; in slovacco Koloman Učený) (Székesfehérvár, 1070 circa – Székesfehérvár, 3 febbraio 1116), fu re d'Ungheria dal 1095 al 1116, mentre nel 1097 divenne re di Croazia e nel 1108 sovrano della Dalmazia.
Colomanno e suo fratello minore Álmos erano minorenni alla morte del padre Géza I, ragion per cui il loro zio Ladislao I salì al trono nel 1077. Ladislao destinò Colomanno, che era «mezzo cieco e gobbo» secondo le cronache ungheresi tardo medioevali, a una carriera ecclesiastica, con il risultato che il giovane fu infine nominato vescovo di Eger o di Gran Varadino (Oradea, oggi in Romania) all'inizio degli anni 1090. Il morente re Ladislao preferì Álmos a Colomanno quando nominò il suo erede all'inizio del 1095. Colomanno fuggì dall'Ungheria, ma vi fece ritorno intorno nel luglio del 1095, cioè quando suo zio morì. Fu incoronato all'inizio del 1096, malgrado le circostanze relative alla sua ascesa al trono restino sconosciute. Concesse ad Almos, a titolo di compensazione la gestione del ducato, vasto un terzo del regno.
Nell'anno dell'incoronazione di Colomanno, almeno cinque grandi gruppi di crociati transitarono in Ungheria per la via della Terra santa. Egli annientò i gruppi che stavano entrando nel suo regno senza autorizzazione o depredando le campagne, ma il grosso dell'esercito crociato attraversò l'Ungheria senza incidenti. Invasa la Croazia nel 1097, sconfisse il suo ultimo re attivo localmente Petar Svačić; in seguito, ricevette la corona della Croazia nel 1102. Stando ai Pacta conventa della fine del XIV secolo (la cui autenticità non è universalmente accettata dagli studiosi), venne incoronato soltanto dopo aver ratificato un trattato con i capi della nobiltà croata. Da allora in poi e per diversi secoli, i monarchi magiari preservarono il titolo di re di Croazia.
Colomanno dovette affrontare i tentativi di suo fratello volti a detronizzarlo per tutta la vita; Álmos tentò infatti di rovesciarlo in almeno cinque occasioni. Per rappresaglia, conquistò il ducato di suo fratello nel 1107 o 1108 e fece accecare il figlio di Álmos, Béla, intorno al 1114. Le cronache ungheresi, compilate durante i regni di monarchi discendenti da suo fratello mutilato e suo nipote, dipingono Colomanno alla stregua di un sovrano sanguinario e sfortunato. Malgrado ciò, in campo culturale è ritratto come «il più esperto nelle scienze letterarie tra tutti i re del suo tempo» dal cronista coevo Gallo Anonimo. I decreti di Colomanno, inerenti a molti ambiti (tra cui quello fiscale, commerciale e delle relazioni tra i suoi sudditi cristiani e non cristiani) rimasero in vigore in maniera invariata per più di un secolo. Fu il primo re ungherese a rinunciare al controllo della nomina dei prelati nei suoi domini.

## Biografia

### Primi anni (1070 circa-1095)
Colomanno era il maggiore dei due figli del re Géza I sopravvissuti all'infanzia. La sua seconda moglie Synadene, di etnia bizantina e di cui non si conosce il nome di battesimo, lasciò l'Ungheria dopo la morte del marito, circostanza che lascia intendere come lei non fosse la madre dei suoi figli. Di conseguenza, la madre di Colomanno e suo fratello minore, Álmos, discendevano dalla prima moglie di Géza, Sofia, la cui famiglia è sconosciuta. Secondo gli storici Gyula Kristó e Márta Font, i fratelli nacquero intorno al 1070, perché erano abbastanza adulti da ricoprire delle cariche amministrative all'inizio degli anni 1090. Il nome di battesimo non comune di Colomanno è stato riportato nelle versioni Colomanus o Colombanus nei documenti medievali scritti in latino. Kristó ipotizza che molto probabilmente dovette il nome a Colmano di Stockerau, un missionario irlandese riconosciuto martire in Austria all'inizio dell'XI secolo. Un'altra possibilità è che il suo nome fosse di origine turca (il termine significa "riposo"), perché suo fratello ne portava uno di quella provenienza.

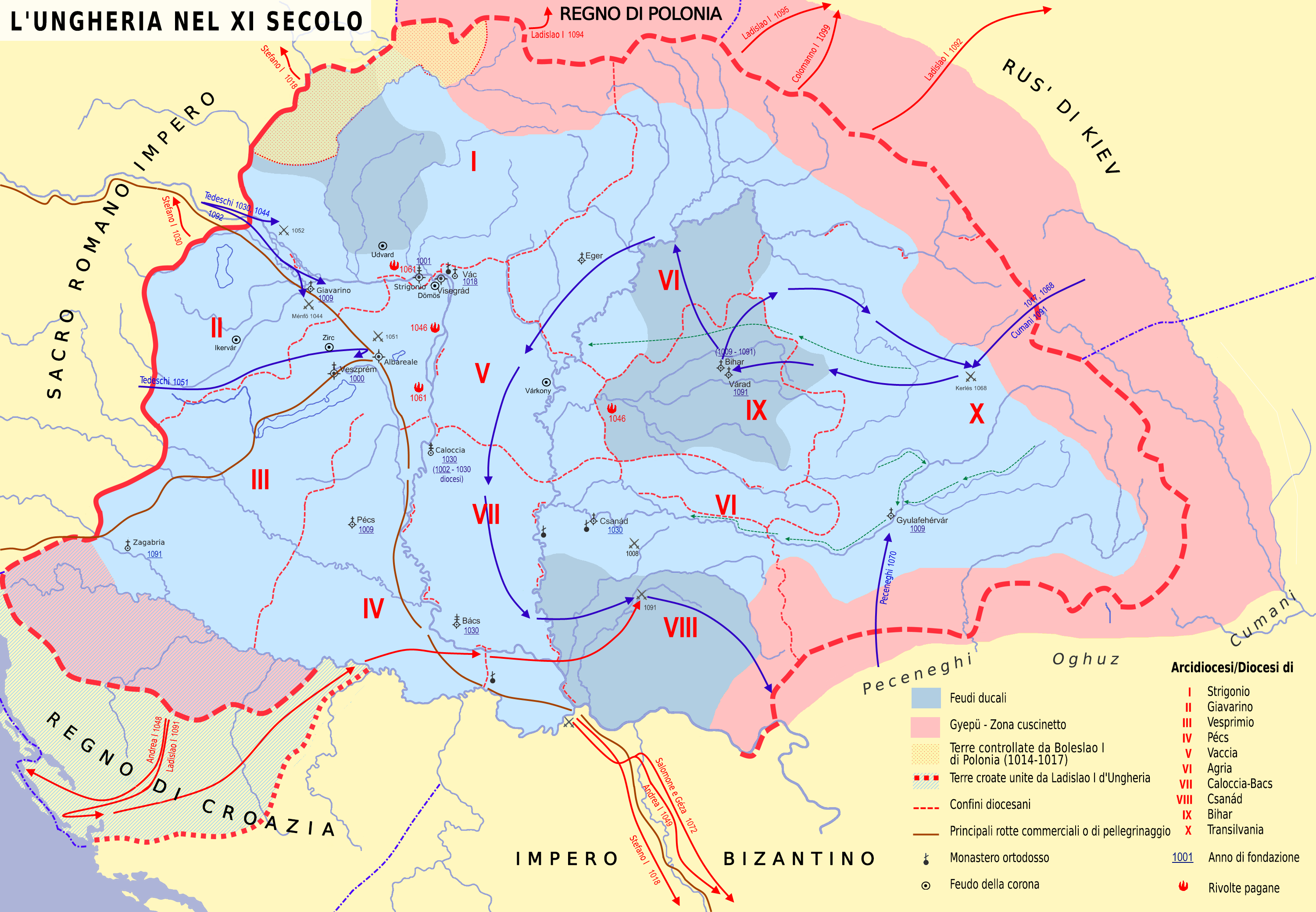
Il regno d'Ungheria negli anni 1090

Il padre di Colomanno salì al trono nel 1074. Perché i due fratelli erano ancora molto giovani quando questo morì il 25 aprile 1077, gli succedette il fratello di Géza, Ladislao I. Il nuovo re si convinse a instradare Colomanno verso una carriera in ambito ecclesiastico. La decisione del re si dimostrò insolita, poiché Colomanno era più vecchio di Álmos e i fratelli maggiori venivano raramente orientati al sacerdozio. La Chronica Picta del XIV secolo affermava che Colomanno era «di bassa statura, ma astuto e rapido nell'apprensione», aggiungendo che era «irsuto e ispido, mezzo cieco e gobbo, e camminava zoppicando e non riusciva a parlare senza balbettare». Se la cronaca ha consentito di conservare una descrizione fisionomica genuina del suo aspetto, la sua deformità fisica potrebbe aver influenzato la decisione di suo zio. Tuttavia, gli studiosi moderni tendono a confutare questo punto di vista, sottolineando che l'opera fu completata durante i regni dei sovrani discendenti da Álmos.
Durante la sua preparazione alla carriera clericale, Colomanno imparò a leggere e scrivere e acquisì una buona conoscenza del latino. La sua competenza nel diritto canonico fu elogiata in una lettera che papa Urbano II gli si rivolse nel 1096. Secondo Kristó, al termine degli studi fu ordinato sacerdote e all'inizio degli anni 1090 ricevette la nomina al ruolo di vescovo. Le cronache magiare completate nel XIV e XV secolo affermano che il nobile fosse stato nominato responsabile della diocesi di Eger o Gran Varadino. Nello specifico, la Chronica Picta riferisce che era «vescovo di Waradino» (o Varadino), mentre Ladislao voleva nominarlo «vescovo di Agria» (o Eger).
Secondo la Chronica Picta, sia Colomanno sia Álmos accompagnarono lo zio durante una campagna militare indirizzata contro la Boemia all'inizio del 1095. Prima di raggiungere il confine del suo regno, Ladislao I «fu sopraffatto da una grave infermità» e decise di nominare Álmos suo erede. Anziché obbedire ai dettami di suo zio, Colomanno cercò rifugio in Polonia. Egli tornò in Ungheria intorno al 29 luglio 1095, quando suo zio morì; le circostanze esatte della sua ascesa al trono restano incerte. La Chronica Picta afferma che Ladislao gli aveva caldamente consigliato di tornare dalla Polonia. La stessa fonte aggiunge che Álmos, «nell'estrema semplicità del suo cuore onorò suo fratello, Colomanno, e gli diede la corona del regno», ragion per cui gli spargimenti di sangue sembrano essere stati evitati. È pur vero che Colomanno fu incoronato re all'inizio del 1096, con il ritardo che implicava che i due fratelli si erano contesi la corona prima di raggiungere un accordo. È anche possibile, come proposto da Font, che potesse essere stato incoronato soltanto dopo che papa Urbano II lo avesse liberato dai suoi voti clericali.

### Regno

#### I crociati in Ungheria (1095-1096)

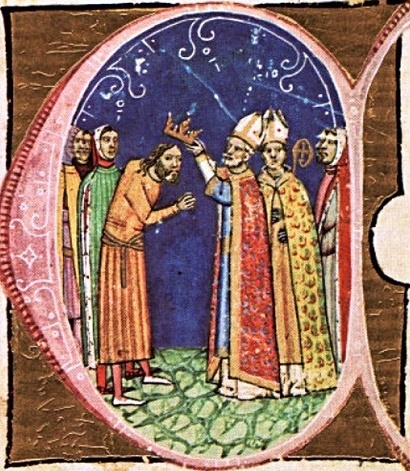
Colomanno durante l'incoronazione. L'illustrazione tratta dalla Chronica Picta lo ritrae gobbo

Colomanno fu incoronato nella capitale Albareale (in ungherese Székesfehérvár) dall'arcivescovo Serafino di Strigonio. Secondo la Chronica Picta, nella stessa occasione «concesse al ducato pieni diritti» ad Álmos. Questa versione dimostra che Álmos riconobbe la legittimità del governo di suo fratello solo in cambio dell'amministrazione del ducato, un tempo detenuto dal padre e dal nonno Béla I che era ampia un terzo del regno intero (Tercia pars regni).
Poco dopo la sua incoronazione, il sovrano dovette affrontare i problemi causati dagli eserciti della prima crociata mentre attraversavano l'Ungheria. Per decenni, quest'ultima era stata in grado di fornire cibo a un numero significativo di pellegrini dell'Europa occidentale durante il loro viaggio verso la Terra santa, ma lo spostamento di decine di migliaia di crociati attraverso il paese mise in pericolo l'incolumità degli ungheresi. Il primo gruppo di crociati, guidato da Gualtieri Senza Averi, raggiunse la frontiera all'inizio di maggio del 1096. Colomanno li ricevette in maniera cordiale e li fece entrare nel regno. Li autorizzò inoltre ad acquistare gli approvvigionamenti necessari nei mercati, malgrado la stagione della raccolta non fosse ancora iniziata. L'attraversamento dell'Ungheria avvenne senza che avvenissero grandi conflitti. L'unico episodio inconveniente avvenne vicino al confine tra gli ungheresi e i bizantini a Zimony (Zemun, Serbia). Qui, «alcuni ungheresi guidati dalla malvagità» attaccarono sedici crociati che avevano cercato di acquistare delle armi vicino alla città, facendo propri i vestiti, l'armatura e il denaro dei malcapitati.
Le armate successive, guidate da Pietro l'Eremita, giunsero alla fine di maggio o all'inizio di giugno. Colomanno permise loro di entrare in Ungheria solo dopo che Pietro promise che avrebbe impedito alle truppe di compiere saccheggi nelle campagne. Il monaco Guiberto di Nogent testimonia che Pietro non appariva in grado di tenere fede alla sua promessa: i crociati «diedero alle fiamme i granai pubblici [...] , violentarono le vergini, disonorarono molti letti matrimoniali portando via varie donne», benché «gli ungheresi, come cristiani ai cristiani, avessero generosamente offerto loro tutto in vendita». Lo stesso Pietro affermò che lui e i suoi compagni avevano attraversato il paese senza incidenti fino a raggiungere Zimony, dove vennero a conoscenza della storia dei sedici crociati che erano stati derubati dagli ungheresi. I crociati assediarono ed espugnarono la città, dove massacrarono «circa quattromila magiari», secondo la stima fornita dal contemporaneo Alberto di Aquisgrana. Essi si ritirarono soltanto quando seppero che le truppe di Colomanno si stavano avvicinando all'orizzonte.
Un terzo gruppo di crociati raggiunse Nyitra (Nitra, in Slovacchia) e iniziò a saccheggiare la regione, malgrado la gente del posto riuscì a sbarazzarsi degli stranieri abbastanza in fretta. Un quarto esercito raggiunse Moson a metà giugno. Colomanno non consentì loro di lasciare la regione, sia perché aveva appreso del loro non proprio ortodosso comportamento durante la marcia, sia perché si era reso conto che il loro transito attraverso l'Ungheria poteva mettere a repentaglio la stabilità dell'economia locale. Per impossessarsi di cibo e vino, i crociati non si fecero scrupoli ad effettuare frequenti razzie contro gli insediamenti vicini. Il sovrano decise di attaccarli, ma i comandanti dell'esercito lo convinsero a persuadere gli stranieri ad arrendersi in cambio di armi e di denaro, avendo inoltre promesso loro che sarebbero stati riforniti degli approvvigionamenti necessari una volta superato il suo regno. Dopo che i crociati furono disarmati, le truppe di Colomanno li attaccarono e li massacrarono vicino a Pannonhalma all'inizio di luglio.
(Alberto di Aquisgrana, Historia Ierosolimitana)
Allarmato da questi incidenti, Colomanno proibì ai crociati giunti sotto la guida del conte Emicho a metà luglio di entrare in Ungheria. Ignorando l'ordine del re, sfondarono le linee difensive e assediarono Moson. Le catapulte distrussero le mura in due punti, consentendo agli aggressori di irrompere nella fortezza il 15 agosto. Colomanno allestì allora i preparativi per fuggire nella Rus' di Kiev, temendo che i crociati avrebbero occupato l'intero regno. Tuttavia, senza alcun motivo apparente, si scatenò il panico tra gli assalitori che permise alla guarnigione di effettuare una sortita e di sbaragliarli. Gli studiosi moderni concordano sul fatto che le voci relative all'imminente arrivo di un nutrito esercito guidato da Colomanno suscitarono grande panico tra i crociati di stanza fuori dalla fortezza. Stando all'opinione Alberto di Aquisgrana, i cristiani dell'epoca pensavano che la sconfitta di Emicho fosse una punizione che Dio infliggeva ai pellegrini perché avevano massacrato molti ebrei durante la crociata dei tedeschi «più per avidità di denaro che per giustizia divina».

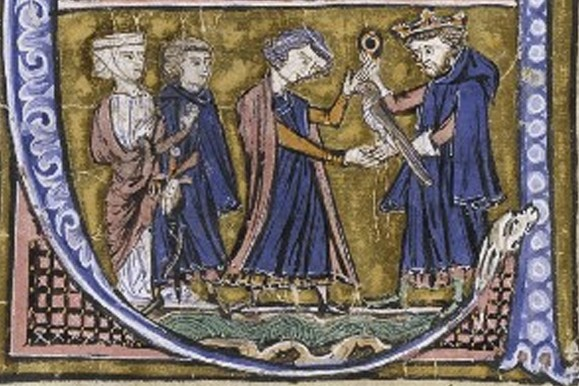
L'incontro di Colomanno con Goffredo di Buglione

Il primo esercito crociato radunato dalla Santa Sede raggiunse i confini dell'Ungheria nel settembre 1096; alla sua guida vi era Goffredo di Buglione, duca della Bassa Lorena. Goffredo inviò un cavaliere già noto a Colomanno per avviare i negoziati relativi all'ingresso del suo seguito in Ungheria. Otto giorni dopo, Colomanno accettò di incontrare Goffredo a Sopron. Il re permise alle truppe di marciare attraverso il suo regno, ma stabilì che il fratello minore di Goffredo, Baldovino, e la sua famiglia dovessero rimanere con lui come ostaggi. I crociati attraversarono in maniera pacifica l'Ungheria lungo la riva destra del Danubio; Colomanno e il suo esercito li affiancarono dalla riva opposta. Il sovrano rilasciò i suoi ostaggi solo dopo che l'ultimo crociato attraversò il fiume Sava, ovvero la frontiera meridionale del regno. La marcia senza incidenti del principale esercito crociato attraverso l'Ungheria fece guadagnare a Colomanno una buona reputazione in tutta Europa.
Il contemporaneo Cosma Praghese riferisce che «alcuni ebrei» che erano stati perseguitati dai crociati in Boemia arrivarono in Ungheria e «portarono segretamente con sé le loro ricchezze». Sebbene Cosma non specifichi il loro numero, László Mezey e altri storici affermano che i semiti si riversarono a frotte nel regno magiaro. Colomanno emise una serie di decreti e statuti in diverse occasioni (in particolare il Capitula de Iudeis) che regolavano la posizione dei nuovi giunti in Ungheria. Tra le disposizioni normative sancite si leggono il divieto di detenere schiavi cristiani e di risiedere «al di fuori delle sedi episcopali». La storica Nora Berend riferisce che la «difesa della purezza dei cristiani mediante interdizioni contro la mescolanza con gli ebrei gioca un ruolo molto minore» nella legislazione di Colomanno rispetto al diritto canonico della fine del XII secolo. Pur non cercando di convertire i semiti, emanò dei decreti volti alla conversione dei suoi sudditi musulmani (böszörmény). Ad esempio, statuì che se un musulmano «ha un ospite o qualcuno invitato a cena, sia lui che i suoi compagni di tavola dovranno mangiare solo carne di maiale», al fine di evitare che potessero seguire le loro usanze in materia di cibo.

#### Espansione, conflitti interni e legislazione (1096-1105)
Vista la brillante maniera con cui Colomanno era riuscito a impedire che i crociati nuocessero al suo regno in maniera irreversibile e constatata la sua pericolosità, Enrico IV di Franconia, alla guida del Sacro Romano Impero, che era stato appoggiato da Ladislao I il Santo contro Urbano II, scrisse ad Álmos e gli chiedeva di intervenire a suo favore. L'imperatore affermò che Colomanno non aveva ottemperato ai propri doveri con l'impero perché «preso dai propri interessi», e chiese al duca di intervenire in suo favore. Colomanno, essendo stato in passato un vescovo, abbandonò infatti la politica estera filo-imperiale del suo predecessore e prese le parti del papa. Lo storico Gyula Kristó scrive che tale decisione possa essere stata influenzata dal fatto che Álmos aveva intrattenuto per diverso tempo uno stretto rapporto con Enrico IV. In un siffatto contesto, Colomanno sposò Felicia, figlia di Ruggero I di Sicilia, uno stretto alleato della Santa Sede, nel 1097. Sua sorella Costanza andò in sposa a Corrado di Lorena, figlio minore di Enrico IV che si era ribellato al padre raggiungendo le file del pontefice romano.
Nello stesso anno, ovvero nel 1097, Colomanno invase la Croazia. Il suo ultimo sovrano, nominale, Petar Svačić, aveva resistito per anni contro Ladislao e cercò di allestire un'ultima disperata resistenza recandosi sui Monti Kapela. Sempre nel 1097, Petar Svačić morì combattendo contro l'esercito di Colomanno nella battaglia del monte Gvozd. Le truppe ungheresi raggiunsero il Mar Adriatico e occuparono l'importante porto di Zaravecchia. Minacciati dall'avanzata delle truppe magiare, i cittadini di Traù e Spalato giurarono fedeltà al doge di Venezia, Vitale I Michiel, che salpò per la Dalmazia. Non disponendo di una flotta, Colomanno inviò degli ambasciatori dal doge per «fugare tutti i precedenti malintesi riguardo a ciò che spetta all'uno o all'altro per diritto dei nostri antenati». L'accordo raggiunto nel 1098, che prendeva il nome di Conventio Amicitiae, sanciva che le regioni costiere della Croazia sarebbero state dell'Ungheria, mentre la Dalmazia sarebbe andata alla repubblica di Venezia.
Approfittando dell'assenza di Colomanno, Álmos iniziò a cospirare contro il re e radunò una propria armata. Quando Colomanno tornò dalla Croazia, apprese le intenzioni del fratello marciò con i suoi uomini verso il suo ducato nel 1098. I due contendenti si incontrarono a Tiszavárkony, con il solo fiume Tibisco a separare gli schieramenti avversi. Tuttavia, i comandanti delle due controparti iniziarono i negoziati e decisero di non combattere gli uni contro gli altri, costringendo Colomanno e Álmos a stipulare una pace.
(Chronica Picta)

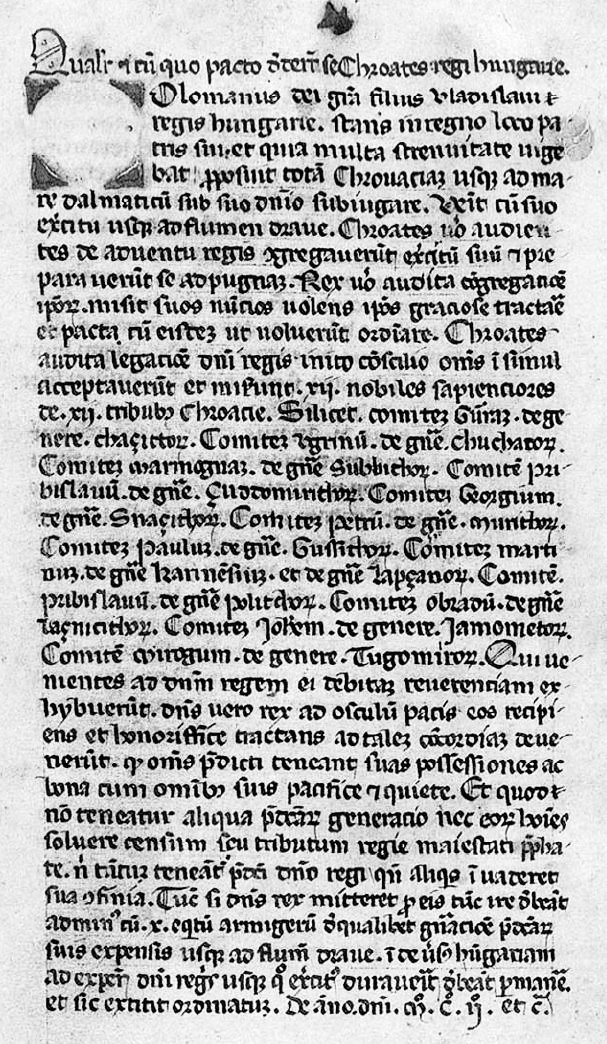
Il manoscritto trecentesco dei Pacta conventa

Il gran principe Svjatopolk II di Kiev mandò suo figlio Jaroslav, marito di una delle nipoti di Colomanno, chiedendo aiuto perché lo aiutasse a tenere a freno i governanti delle regioni più occidentali della Rus'. Colomanno acconsentì e il suo esercito valicò i Carpazi prendendo d'assedio Przemyśl, la sede di Volodar Rostíslavić, uno dei principi ribelli. Davide Igorević, uno degli alleati di Volodar, persuase i Cumani ad attaccare i magiari. Nella battaglia che ne seguì, l'esercito ungherese riportò una clamorosa sconfitta. La Chronica Picta sostiene che «i magiari non erano mai usciti così tanto duramente sconfitti da una battaglia». Secondo la Cronaca degli anni passati, molti ungheresi «finirono annegati, alcuni nel fiume Vyagro e altri nel San» dopo la battaglia. Lo stesso Colomanno sopravvisse a malapena alla carneficina attraversando la valle del San. Poco dopo il suo ritorno dalla Rus', il sovrano si diresse in tutta fretta verso il confine boemo per assistere i duchi di Moravia Svatopluk e Ottone II il Nero contro il duca Bretislao II. I due si incontrarono presso il fiume Olšava dove infine, stando a Cosma Praghese, «rinnovarono la loro reciproca amicizia ed effettuarono dei giuramenti».
Attorno al 1100 Colomanno convocò i magnati perché si sottoponesse a revisione il testo di leggi redatto a loro tempo da Stefano I d'Ungheria, considerato dal sovrano l'esempio da seguire. L'assemblea di Tarcal emanò diversi decreti che attenuarono gli statuti voluti dai predecessori di Colomanno e regolarono diversi aspetti dell'economia. Uno dei decreti vietava la persecuzione di strige, vampiri o mari, perché semplicemente «non esistono». La stessa norma trattava anche dei malefici o «stregoni», prevedendo delle sanzioni per i loro misfatti. La tassazione crebbe sotto il regno di Colomanno, segno che i commerci vivevano una stagione di crescita. Tuttavia, si scelse di proibire l'esportazione di schiavi e la vendita di cavalli ungheresi. Le monete coniate durante il suo regno erano più piccole di quelle emesse durante il mandato del suo predecessore, al fine di impedire il taglio del bordo liscio.
Nel 1102, Colomanno venne solennemente incoronato anche sovrano della Croazia. Nel XIII secolo, Tommaso Arcidiacono attesta che l'unione della corona della Croazia e dell'Ungheria fu frutto di quella conquista, mentre il manoscritto del tardo XIV secolo dei Pacta conventa narra che fu incoronato solo dopo aveva raggiunto un accordo con dodici importanti nobili croati, in quanto questi si stavano preparando a difendere il loro regno contro di lui con la forza. Resta ancora incerto se tale resocontò sia da considerarsi autentico, come ritiene Fine, oppure un falso, come ipotizza Curta. A giudizio dello storico Pál Engel, anche se il documento non fosse da ritenersi valido, il suo contenuto «non stona con la realtà del tempo per più di un fattore», definendo dunque in maniera verosimile la particolare condizione politica in cui versò la Croazia durante tutto il Medioevo. Si pensi al fatto che, in caso di invasione straniera, i nobili croati erano obbligati a combattere a proprie spese solo fino al fiume Drava, considerato il confine tra i territori croati e l'Ungheria.
(Tommaso Arcidiacono: Storia dei Vescovi di Salona e Spalato)
Nel tentativo di impedire la costituzione di un'alleanza tra Colomanno e Boemondo I di Antiochia, l'imperatore bizantino Alessio I Comneno organizzò un matrimonio tra suo figlio ed erede Giovanni e la cugina di Colomanno, Piroska, nel 1104 o 1105. L'alleanza con Costantinopoli fornì a Colomanno il pretesto per invadere la Dalmazia nel 1105. Secondo la Vita del beato Giovanni di Trogir, egli diresse personalmente le sue truppe assediando Zara, la più importante tra le città dalmate. L'assedio si protrasse fino a quando il vescovo Giovanni di Trogir negoziò un trattato tra Colomanno e i cittadini, i quali accettarono la sovranità del monarca. Anche la città di Spalato si arrese dopo un breve assedio, mentre altri due insediamenti dalmati, nello specifico Traù e Sebenico, capitolarono senza opporre resistenza. La Vita di San Cristoforo Martire riferisce inoltre che una flotta ungherese soggiogò le isole del golfo del Quarnero, incluse Brazza, Cherso, Veglia e Arbe. Tommaso Arcidiacono afferma che Colomanno garantì a ciascuna città dalmata una propria "Carta delle libertà", al fine di assicurarsi in maniera sicura la loro lealtà. Tali concessioni includevano il diritto dei cittadini di eleggere liberamente il vescovo della loro città e la loro esenzione da qualsiasi tributo dovuto al monarca. Dopo la conquista della Dalmazia, Colomanno assunse un nuovo titolo, quello di "re d'Ungheria, Croazia e Dalmazia", riportato per la prima volta in testi scritti nel 1108.

#### Questioni familiari (1105-1113)
Colomanno fece incoronare suo figlio di quattro anni Stefano nel 1105, evento che indusse il fratello Álmos a ribellarsi apertamente contro il re. Il duca lasciò l'Ungheria e cercò l'assistenza dell'imperatore Enrico IV, ma poiché questi era impegnato a fronteggiare una rivolta scatenata dal proprio figlio Enrico V. Álmos dovette tornare a mani vuote in patria l'anno seguente. In seguito, fuggì dal cognato Boleslao III di Polonia e con il suo aiuto riuscì a espugnare la fortezza di Abaújvár, in Ungheria. Allo scopo di neutralizzare l'ausilio esterno, Colomanno tenne un incontro con Boleslao III e i due monarchi giunsero a un'intesa, «giur[andosi] amicizia e fratellanza in eterno». Privo dell'appoggio del monarca polacco, Álmos dovette cedere il possesso di quanto conquistato a Colomanno.

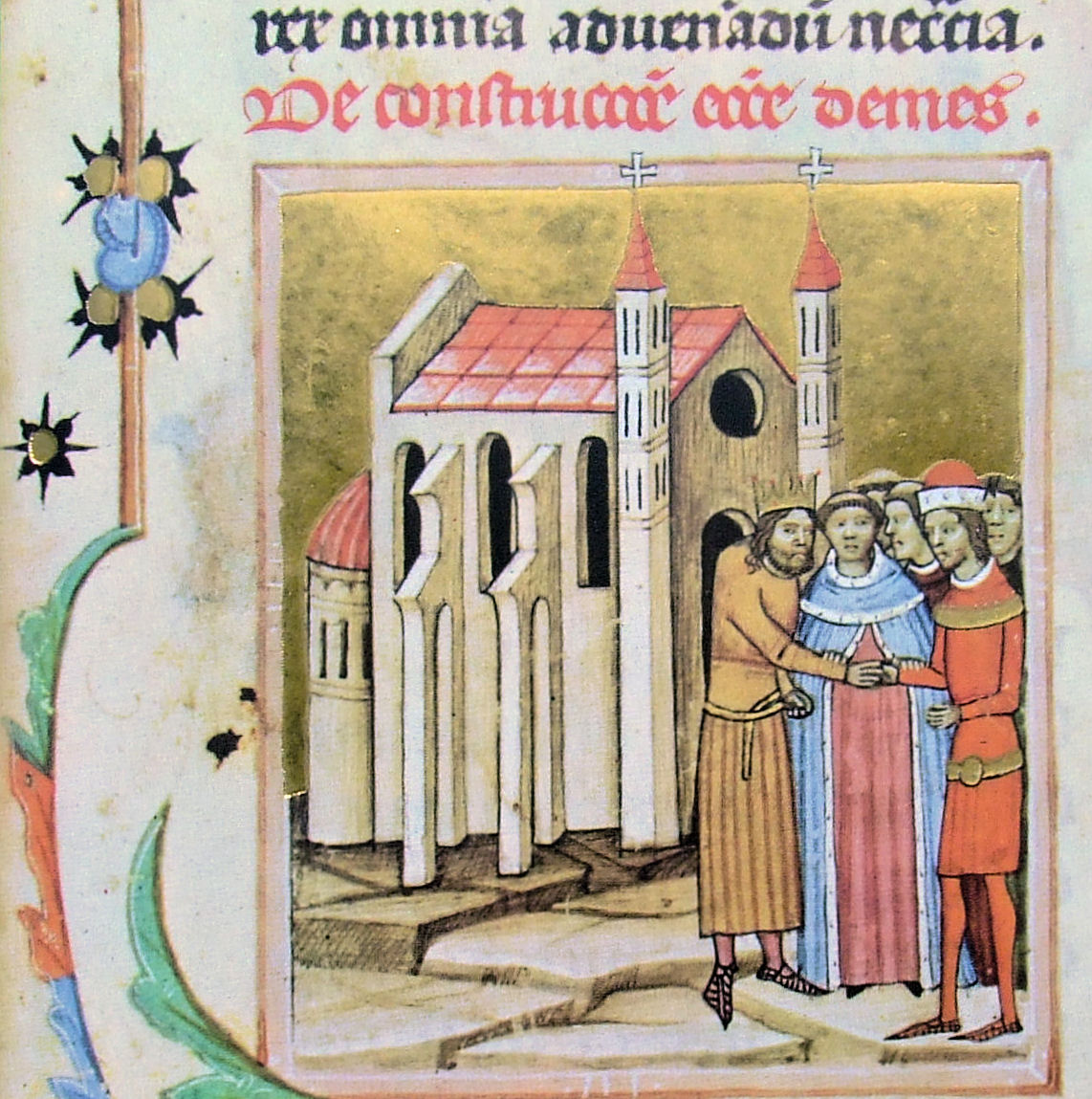
La riconciliazione dei due fratelli Colomanno e Álmos. Miniatura tratta dalla Chronica Picta

Colomanno mandò degli inviati al concilio di Guastalla, indetto da papa Pasquale II, dove essi annunciarono che il sovrano rinunciava alla sua prerogativa regia di nominare i prelati. Secondo gli storici Ferenc Makk e Márta Font, senza questa dichiarazione la Santa Sede non avrebbe riconosciuto la legittimità della conquista della Dalmazia da parte di Colomanno. Durante la guerra civile scoppiata tra Boleslao III e suo fratello Zbigniew, Colomanno intervenne a favore del primo e gli fornì il supporto necessario per sbaragliare l'esercito avversario in Masovia nel 1107. Nello stesso anno Colomanno prestò soccorso all'imperatore bizantino Alessio I Comneno contro Boemondo I di Antiochia, che aveva invaso i territori romei nell'ottobre del 1107. Dopo aver subito questo grave sconfitta, Boemondo ritirò le truppe e riconobbe la sovranità dell'imperatore sul principato di Antiochia ai sensi del trattato di Devol nel 1108.
Colomanno decise di approfittare dell'assenza di Álmos, che aveva compiuto un pellegrinaggio in Terra santa, e si impadronì del suo ducato nel 1107 o 1108. Sebbene ad Álmos fosse stato concesso di preservare i propri feudi, l'annessione del suo ducato assicurò l'integrità del regno di Colomanno. Abbandonata la Terra Santa, Álmos scoprì quanto successo e decise poco dopo di fondare un monastero a Dömös. In occasione della sua consacrazione, dove era presente anche Colomanno, Álmos venne accusato di aver provato a compiere un attentato ai danni del monarca, cosa ritenuta del tutto falsa dalla Chronica Picta. Colomanno decise di far arrestare suo fratello, ma «i più reverendi vescovi e altri dignitari ben disposti» intervennero a favore di Álmos e, in tal modo, «si giunse a giurare solennemente la riconciliazione» tra i due consanguinei.
Álmos partì alla volta di Passavia, nella Bassa Baviera; su sua richiesta, Enrico V di Franconia invase l'Ungheria e cinse d'assedio Presburgo (l'odierna Bratislava, in Slovacchia) nel settembre 1108. Nello stesso frangente, il duca Svatopluk di Boemia, a sostegno anch'egli di Álmos, eseguì un'incursione nelle regioni a nord del Danubio. Tuttavia, Boleslao III di Polonia, come detto giunto a un accordo di alleanza con Colomanno, invase la Boemia, costringendo il duca ceco a ritirarsi. Sebbene anche il tentativo dell'imperatore di espugnare Presburgo si concluse con un fallimento, egli riuscì a persuadere Colomanno a perdonare il fratello ribelle, con il risultato che egli poté tornare in Ungheria.
Nel 1108, il sovrano magiaro visitò la Dalmazia e confermò i privilegi di Spalato, Traù e Zara. Il suo ritorno in quest'ultima città avvenne tempo dopo, intorno al 1111. Colomanno non dimenticò il suo passato religioso e incentivò la costruzione di nuovi edifici: l'abbazia di Zobor, realizzata nell'odierna Nitra, aprì i battenti a seguito della concessione reale emessa in due anni diversi, ovvero nel 1111 e nel 1113. Il primo documento menziona un prevosto a Nyitra, mentre invece il secondo statuto si riferisce al vescovo della stessa città. Secondo una teoria sviluppata in ambienti accademici, i due atti dimostrano che Colomanno istituì la diocesi di Nitra tra il 1111 e il 1113. Vi è un'altra citazione interessante, quella di un certo Mercurio come «princeps Ultrasilvanus»; si potrebbe trattare del primo storico voivoda della Transilvania, ma potrebbe essersi trattato soltanto di un importante proprietario terriero nella provincia senza ricoprire alcun incarico specifico. Nel 1112 il sovrano magiaro eseguì un'incursione in Austria; il suo scopo appariva quello di vendicarsi dell'austriaco Leopoldo III di Babenberg alla campagna tedesca del 1108 contro l'Ungheria, o semplicemente per impossessarsi del bottino.
Nel 1112 Colomanno, che era rimasto vedovo, sposò Eufemia di Kiev, figlia di Vladimir Monomaco e principe di Pereyaslavl. Tuttavia, come narra la Chronica Picta, la regina «fu scoperta nel peccato di adulterio» nel 1113 o 1114. A quel punto, egli presto rinnegò sua moglie, rispedendola da suo padre.

#### Ultimi anni (1113-1116)

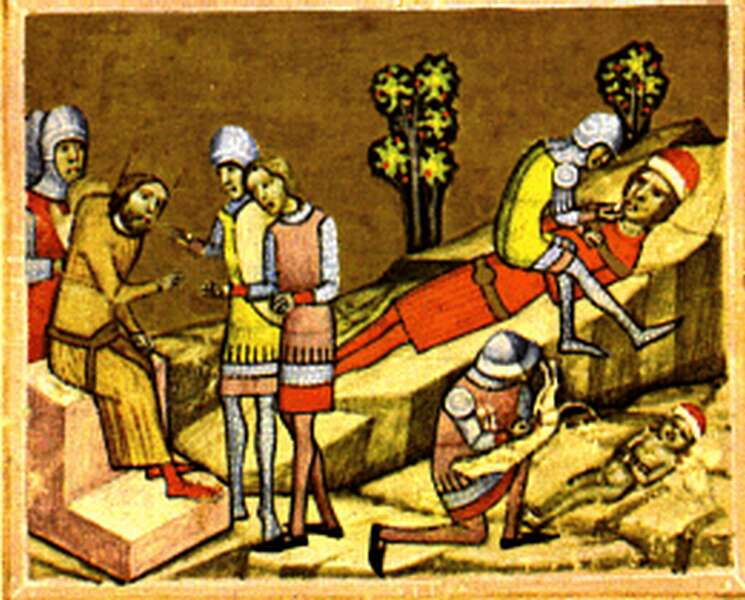
Álmos e suo figlio Béla II vengono accecati per ordine di Colomanno. Miniatura tratta dalla Chronica Picta

Nel 1113 il duca Boleslao III di Polonia, che aveva accecato il fratello ribelle Zbigniew, provocandone la morte, «intraprese un viaggio di pellegrinaggio per San Gilles e Santo Stefano Re», recandosi all'abbazia di Somogyvár e al santuario del re ad Albareale in Ungheria. Colomanno ricevette cordialmente il monarca polacco a Somogyvár. Poco dopo, tra il 1113 e il 1115, Colomanno scoprì che, nonostante tutte le vicissitudini, Álmos stava nuovamente cospirando per impadronirsi del trono. Ormai estenuato dall'atteggiamento del suo consanguineo, Colomanno fece prigioniero Álmos e il suo giovane figlio, Béla, accecando entrambi per assicurare una successione pacifica al proprio discendente. Nella stessa occasione, molti dei sostenitori di suo fratello subirono mutilazioni simili. Secondo una delle due versioni di questi eventi riportate nella Chronica Picta, il re comandò addirittura che Béla fosse castrato, ma il soldato incaricato di questo compito si rifiutò di eseguire l'ordine. La cronaca afferma anche che si credeva che il bambino sarebbe morto dopo essere stato accecato, mentre in realtà fu allevato in un monastero per più di un decennio.
(Chronica Picta)
La flotta veneziana, comandata dal doge Ordelafo Faliero, invase la Dalmazia nell'agosto del 1115. I veneziani occuparono le isole della Dalmazia e alcune città costiere, ma non risultarono in grado di prendere Zara e Zaravecchia. Ormai però Colomanno era malato e i sintomi riportati dalla Chronica Picta fanno pensare a un'otite che diede luogo ad un'encefalite. Prima della sua morte, «ordinò a suo figlio e ai suoi principali collaboratori che, dopo la sua morte, avrebbero dovuto vendicarsi della Rus' per il danno che gli era stato fatto» durante la sua campagna del 1099. Su suggerimento del suo consigliere, fece imprigionare anche Álmos, che si era rifugiato nel monastero di Dömös.
(Chronica Picta)
Colomanno si spense il 3 febbraio 1116. Secondo la Chronica Picta, «la vendetta divina gli fece bere l'amarezza della morte prematura» a causa del suo «spargimento di sangue innocente» quando ordinò la punizione di Álmos, Béla e dei loro sostenitori. Fu il primo monarca ad essere stato sepolto vicino al santuario di Stefano, nella cattedrale di Albareale.

## Discendenza
La prima moglie di Colomanno Felicia, che è talvolta chiamata Busilla nella storiografia meno recente, era la figlia del conte Ruggero I di Sicilia. Vi è incertezza sul fatto che sua madre fosse la prima moglie del conte Giuditta di Evreux o la sua seconda moglie Eremburga di Mortain. Il matrimonio di Colomanno e Felicia ebbe luogo nella primavera del 1097, con cui diede alla luce almeno tre figli. Secondo Font, la figlia maggiore Sofia nacque nel 1100 o prima. Nel 1101 Sofia fu seguita da fratelli gemelli Stefano e Ladislao. La morte di Felicia precedette quella di Ladislao, morto nel 1112.
Colomanno sposò la sua seconda consorte Eufemia, figlia di Vladimiro II di Kiev, nell'estate del 1112. Nata nel 1096 o 1097, la nobildonna aveva almeno 25 anni in meno del sovrano magiaro. Dopo che il re ripudiò sua moglie con l'accusa di adulterio, Eufemia fece ritorno a Kiev, dove diede alla luce un figlio di nome Boris che non è mai stato ritenuto un figlio di Colomanno dai suoi parenti ungheresi.
Il seguente albero genealogico presenta gli antenati di Coloman e alcuni dei suoi parenti menzionati nel corso dell'articolo.
|       |       |                     |                     |                     |                     |                     |                     |            |            | Béla I     | Béla I     | Béla I     | Béla I     | Béla I    | Béla I    |          |          | Richeza o Adelaide | Richeza o Adelaide | Richeza o Adelaide | Richeza o Adelaide | Richeza o Adelaide | Richeza o Adelaide |           |           |           |           |                          |                          |                          |                          |                          |                          |  |  |            |            |            |            |            |            |  |  |                     |                     |                     |                     |                     |                     |  |  |  |  |
|       |       |                     |                     |                     |                     |                     |                     |            |            | Béla I     | Béla I     | Béla I     | Béla I     | Béla I    | Béla I    |          |          | Richeza o Adelaide | Richeza o Adelaide | Richeza o Adelaide | Richeza o Adelaide | Richeza o Adelaide | Richeza o Adelaide |           |           |           |           |                          |                          |                          |                          |                          |                          |  |  |            |            |            |            |            |            |  |  |                     |                     |                     |                     |                     |                     |  |  |  |  |
|       |       |                     |                     |                     |                     |                     |                     |            |            |            |            |            |            |           |           |          |          |                    |                    |                    |                    |                    |                    |           |           |           |           |                          |                          |                          |                          |                          |                          |  |  |            |            |            |            |            |            |  |  |                     |                     |                     |                     |                     |                     |  |  |  |  |
|       |       |                     |                     |                     |                     |                     |                     |            |            |            |            |            |            |           |           |          |          |                    |                    |                    |                    |                    |                    |           |           |           |           |                          |                          |                          |                          |                          |                          |  |  |            |            |            |            |            |            |  |  |                     |                     |                     |                     |                     |                     |  |  |  |  |
|       |       |                     |                     |                     |                     | Sofia*              | Sofia*              | Sofia*     | Sofia*     | Sofia*     | Sofia*     |            |            | Géza I    | Géza I    | Géza I   | Géza I   | Géza I             | Géza I             |                    |                    | Synadene*          | Synadene*          | Synadene* | Synadene* | Synadene* | Synadene* |                          |                          |                          |                          |                          |                          |  |  | Ladislao I | Ladislao I | Ladislao I | Ladislao I | Ladislao I | Ladislao I |  |  |                     |                     |                     |                     |                     |                     |  |  |  |  |
|       |       |                     |                     |                     |                     | Sofia*              | Sofia*              | Sofia*     | Sofia*     | Sofia*     | Sofia*     |            |            | Géza I    | Géza I    | Géza I   | Géza I   | Géza I             | Géza I             |                    |                    | Synadene*          | Synadene*          | Synadene* | Synadene* | Synadene* | Synadene* |                          |                          |                          |                          |                          |                          |  |  | Ladislao I | Ladislao I | Ladislao I | Ladislao I | Ladislao I | Ladislao I |  |  |                     |                     |                     |                     |                     |                     |  |  |  |  |
|       |       |                     |                     |                     |                     |                     |                     |            |            |            |            |            |            |           |           |          |          |                    |                    |                    |                    |                    |                    |           |           |           |           |                          |                          |                          |                          |                          |                          |  |  |            |            |            |            |            |            |  |  |                     |                     |                     |                     |                     |                     |  |  |  |  |
|       |       |                     |                     |                     |                     |                     |                     |            |            |            |            |            |            |           |           |          |          |                    |                    |                    |                    |                    |                    |           |           |           |           |                          |                          |                          |                          |                          |                          |  |  |            |            |            |            |            |            |  |  |                     |                     |                     |                     |                     |                     |  |  |  |  |
|       |       | Felicia d'Altavilla | Felicia d'Altavilla | Felicia d'Altavilla | Felicia d'Altavilla | Felicia d'Altavilla | Felicia d'Altavilla |            |            | Colomanno  | Colomanno  | Colomanno  | Colomanno  | Colomanno | Colomanno |          |          | Eufemia di Kiev    | Eufemia di Kiev    | Eufemia di Kiev    | Eufemia di Kiev    | Eufemia di Kiev    | Eufemia di Kiev    |           |           |           |           | Álmos                    | Álmos                    | Álmos                    | Álmos                    | Álmos                    | Álmos                    |  |  | Piroska    | Piroska    | Piroska    | Piroska    | Piroska    | Piroska    |  |  | Giovanni II Comneno | Giovanni II Comneno | Giovanni II Comneno | Giovanni II Comneno | Giovanni II Comneno | Giovanni II Comneno |  |  |  |  |
|       |       | Felicia d'Altavilla | Felicia d'Altavilla | Felicia d'Altavilla | Felicia d'Altavilla | Felicia d'Altavilla | Felicia d'Altavilla |            |            | Colomanno  | Colomanno  | Colomanno  | Colomanno  | Colomanno | Colomanno |          |          | Eufemia di Kiev    | Eufemia di Kiev    | Eufemia di Kiev    | Eufemia di Kiev    | Eufemia di Kiev    | Eufemia di Kiev    |           |           |           |           | Álmos                    | Álmos                    | Álmos                    | Álmos                    | Álmos                    | Álmos                    |  |  | Piroska    | Piroska    | Piroska    | Piroska    | Piroska    | Piroska    |  |  | Giovanni II Comneno | Giovanni II Comneno | Giovanni II Comneno | Giovanni II Comneno | Giovanni II Comneno | Giovanni II Comneno |  |  |  |  |
|       |       |                     |                     |                     |                     |                     |                     |            |            |            |            |            |            |           |           |          |          |                    |                    |                    |                    |                    |                    |           |           |           |           |                          |                          |                          |                          |                          |                          |  |  |            |            |            |            |            |            |  |  |                     |                     |                     |                     |                     |                     |  |  |  |  |
|       |       |                     |                     |                     |                     |                     |                     |            |            |            |            |            |            |           |           |          |          |                    |                    |                    |                    |                    |                    |           |           |           |           |                          |                          |                          |                          |                          |                          |  |  |            |            |            |            |            |            |  |  |                     |                     |                     |                     |                     |                     |  |  |  |  |
| Sofia | Sofia | Sofia               | Sofia               | Sofia               | Sofia               |                     |                     | Stefano II | Stefano II | Stefano II | Stefano II | Stefano II | Stefano II |           |           | Ladislao | Ladislao | Ladislao           | Ladislao           | Ladislao           | Ladislao           |                    |                    |           |           |           |           | Re d'Ungheria (dal 1131) | Re d'Ungheria (dal 1131) | Re d'Ungheria (dal 1131) | Re d'Ungheria (dal 1131) | Re d'Ungheria (dal 1131) | Re d'Ungheria (dal 1131) |  |  |            |            |            |            |            |            |  |  |                     |                     |                     |                     |                     |                     |  |  |  |  |
| Sofia | Sofia | Sofia               | Sofia               | Sofia               | Sofia               |                     |                     | Stefano II | Stefano II | Stefano II | Stefano II | Stefano II | Stefano II |           |           | Ladislao | Ladislao | Ladislao           | Ladislao           | Ladislao           | Ladislao           |                    |                    |           |           |           |           | Re d'Ungheria (dal 1131) | Re d'Ungheria (dal 1131) | Re d'Ungheria (dal 1131) | Re d'Ungheria (dal 1131) | Re d'Ungheria (dal 1131) | Re d'Ungheria (dal 1131) |  |  |            |            |            |            |            |            |  |  |                     |                     |                     |                     |                     |                     |  |  |  |  |
| Saul  |       |                     |                     |                     |                     |                     |                     |            |            |            |            |            |            |           |           |          |          |                    |                    |                    |                    |                    |                    |           |           |           |           |                          |                          |                          |                          |                          |                          |  |  |            |            |            |            |            |            |  |  |                     |                     |                     |                     |                     |                     |  |  |  |  |

*Non è chiaro se la prima o la seconda moglie di Géza fosse la madre dei suoi figli.

## Rilevanza storica

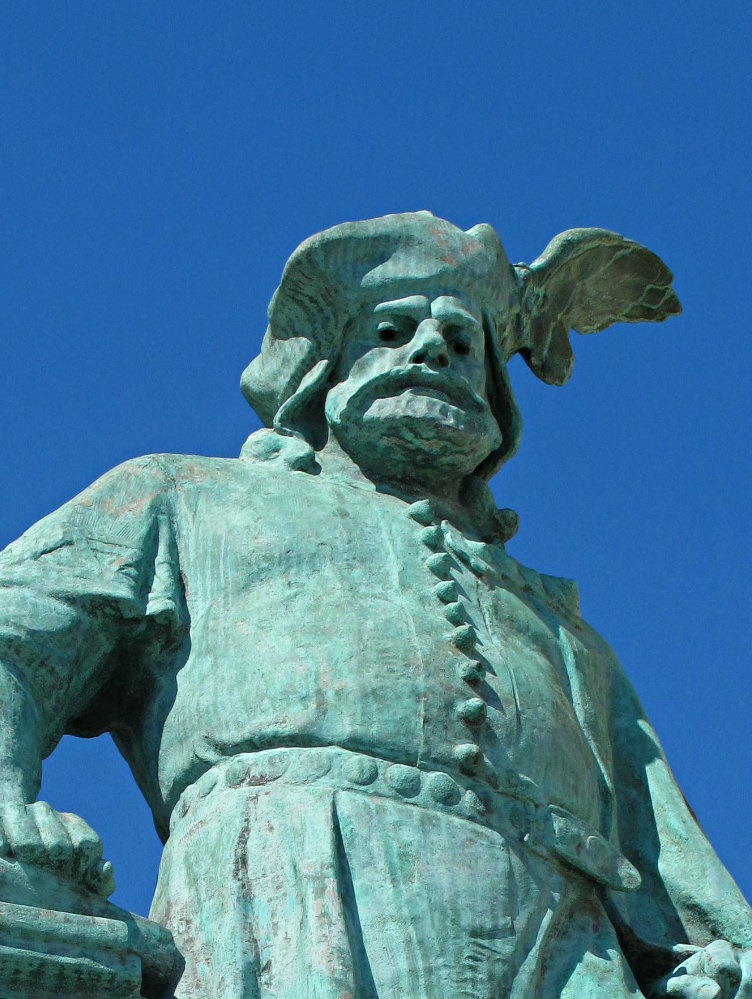
Statua di Colomanno nella Piazza degli Eroi a Budapest, in Ungheria

Le cronache ungheresi del tardo medioevo, scritte durante il mandato di re discendenti da Álmos, tracciavano un profilo negativo di Colomanno e del suo governo. Secondo la Chronica Picta, furono compiute molte «cose riprovevoli» durante il suo mandato e l'opera sostiene che il santo Ladislao aveva profetizzato di come Colomanno «avrebbe sparso sangue». Gli storici moderni, tra cui Font, László Kontler e Kristó, concordano sul fatto che questa visione negativa fosse una forma di "vendetta" eseguita da parte dei discendenti di suo fratello, i quali persuasero i loro cronisti a sottolineare i fallimenti di Colomanno e a celare i suoi successi. Lo studio delle fonti di epoca precedente dimostra che non venne sempre considerato un monarca spietato e circondato dalla cattiva sorte. Nel 1105, la badessa di un convento di suore situato a Zara affermò che Colomanno aveva ristabilito la «pace della terra e del mare». Gli scritti duecenteschi di Ruggero di Puglia raccontano che fu «iscritto nel catalogo dei santi» insieme ai membri della dinastia degli Arpadi che vennero effettivamente canonizzati. I decreti emessi da Colomanno, che come detto mitigarono le severe leggi emesse da Ladislao I, contraddicono palesemente i resoconti dei cronisti sulla sua natura sanguinaria. Il preambolo dei suoi decreti lo descriveva come «il cristianissimo re Colombano», che è «dotato della grazia genuina di una colomba e di ogni discernimento delle virtù».
Le sue capacità di statista sono state apprezzate dalla storiografia moderna. Secondo Kontler, «fu [...] sotto il regno di Colomanno che lo stato ungherese medievale si completò e acquisì la sua struttura definitiva». Font e Kristó scrivono che le norme promulgate da Colomanno non subirono alcuna modifica per più di un secolo, anche sotto monarchi ostili alla sua memoria. Allo stesso modo, le zecche magiare inaugurarono uno stile di emissione dei piccoli pezzi poi rimasto invariato nel corso del XII secolo.
Papa Urbano II e Gallo Anonimo, vissuti durante la sua epoca erano a conoscenza della «non comune erudizione» del sovrano. Secondo le cronache, gli ungheresi lo chiamavano Cunues o Qunwes (il dotto o il bibliofilo) «per via dei libri che possedeva». La Chronica Picta asserisce che Colomanno «leggeva le ore canoniche come un vescovo» nei suoi libri. Secondo Kristó, la corte di Colomanno divenne un centro culturale e letterario di un certo spessore. Il vescovo Artvico compose la sua Vita del re Stefano d'Ungheria proprio sotto Colomanno. Kristó scrive che è probabile che la Legenda minor di san Gerardo di Csanád andò anch'essa ultimata durante il mandato di Colomanno. Gli studiosi moderni attribuiscono infine alla sua iniziativa la stesura della prima compilazione di documenti storici ungheresi. In ultimo, va segnalata la maniera con cui Gallo Anonimo lo dipingeva in campo culturale, ritenendolo «il più esperto nelle scienze letterarie tra tutti i re del suo tempo».

## Ascendenza
|                      |                     |                         | Genitori              |  |  | Nonni |  |  | Bisnonni |  |  | Trisnonni |  |
|                      |                     |                         |                       |  |  |       |  |  | Vazul    |  |  | Mihály    |  |
|                      |                     |                         |                       |  |  |       |  |  | Vazul    |  |  | Mihály    |  |
|                      |                     | …                       |                       |  |  |       |  |  | Vazul    |  |  |           |  |
| Béla I d'Ungheria    |                     |                         |                       |  |  |       |  |  | Vazul    |  |  |           |  |
|                      |                     | …                       | …                     |  |  |       |  |  |          |  |  |           |  |
|                      |                     | …                       | …                     |  |  |       |  |  |          |  |  |           |  |
|                      |                     | …                       | …                     |  |  |       |  |  |          |  |  |           |  |
| Géza I d'Ungheria    |                     | …                       |                       |  |  |       |  |  |          |  |  |           |  |
|                      |                     | Miecislao II di Polonia | Boleslao I di Polonia |  |  |       |  |  |          |  |  |           |  |
|                      |                     | Miecislao II di Polonia | Boleslao I di Polonia |  |  |       |  |  |          |  |  |           |  |
|                      |                     | Miecislao II di Polonia | Emnilda di Lusazia    |  |  |       |  |  |          |  |  |           |  |
| Richeza di Polonia   |                     | Miecislao II di Polonia |                       |  |  |       |  |  |          |  |  |           |  |
|                      |                     | Richeza di Lotaringia   | Azzo di Lotaringia    |  |  |       |  |  |          |  |  |           |  |
|                      |                     | Richeza di Lotaringia   | Azzo di Lotaringia    |  |  |       |  |  |          |  |  |           |  |
|                      |                     | Richeza di Lotaringia   | Matilde di Germania   |  |  |       |  |  |          |  |  |           |  |
| Colomanno d'Ungheria |                     | Richeza di Lotaringia   |                       |  |  |       |  |  |          |  |  |           |  |
|                      | Giselberto di Loon? | …                       |                       |  |  |       |  |  |          |  |  |           |  |
|                      | Giselberto di Loon? | …                       |                       |  |  |       |  |  |          |  |  |           |  |
|                      | Giselberto di Loon? | …                       |                       |  |  |       |  |  |          |  |  |           |  |
| Emmo di Loon         | Giselberto di Loon? |                         |                       |  |  |       |  |  |          |  |  |           |  |
|                      |                     | Liutgarda di Namur      | …                     |  |  |       |  |  |          |  |  |           |  |
|                      |                     | Liutgarda di Namur      | …                     |  |  |       |  |  |          |  |  |           |  |
|                      |                     | Liutgarda di Namur      | …                     |  |  |       |  |  |          |  |  |           |  |
| Sofia di Loon        |                     | Liutgarda di Namur      |                       |  |  |       |  |  |          |  |  |           |  |
|                      |                     | …                       | …                     |  |  |       |  |  |          |  |  |           |  |
|                      |                     | …                       | …                     |  |  |       |  |  |          |  |  |           |  |
|                      |                     | …                       | …                     |  |  |       |  |  |          |  |  |           |  |
| Swanilda di Frisia   |                     | …                       |                       |  |  |       |  |  |          |  |  |           |  |
|                      |                     | …                       | …                     |  |  |       |  |  |          |  |  |           |  |
|                      |                     | …                       | …                     |  |  |       |  |  |          |  |  |           |  |
|                      |                     | …                       | …                     |  |  |       |  |  |          |  |  |           |  |
|                      |                     | …                       |                       |  |  |       |  |  |          |  |  |           |  |

### Fonti primarie
- Alberto di Aquisgrana, Historia Ierosolimitana, traduzione di Susan B. Edgington, Oxford University Press, 2007, ISBN 978-0-19-920486-1.
- Anna Comnena, The Alexiad, traduzione di E.R.A. Sewter, Penguin Books, 1969, ISBN 978-0-14-044958-7.
- Tommaso Arcidiacono, Archdeacon Thomas of Split: History of the Bishops of Salona and Split, a cura di Olga Perić, traduzione di Damir Karbić, Mirjana Matijević Sokol e James Ross Sweeney, CEU Press, 2006, ISBN 963-7326-59-6.
- (EN) Cosma Praghese, The Chronicle of the Czechs, traduzione di Lisa Wolverton, The Catholic University of America Press, 2009, ISBN 978-0-8132-1570-9.
- (EN) Epistola super destructione Regni Hungariae per Tartaros facta, in Anonymus and Master Roger, traduzione di János M. Bak, CEU Press, 2010, ISBN 978-963-9776-95-1.
- Anonimo notaio di re Béla, Gesta Hungarorum, traduzione di Martyn Rady e László Veszprémy, CEU Press, 2010, ISBN 978-963-9776-95-1.
- Guiberto di Nogent, The Deeds of God through the Franks-Gesta Dei per Francos, traduzione di Robert Levine, The Boydell Press, 1997, ISBN 978-0-85115-693-4.
- (EN) Gallo Anonimo, The Deeds of the Princes of the Poles, traduzione di Paul W. Knoll e Frank Schaer, Central European University Press, 2003, ISBN 963-9241-40-7.
- Dezső Dercsényi, Leslie S. Domonkos (a cura di), Chronica Picta, Corvina, Taplinger Publishing, 1970, ISBN 0-8008-4015-1.
- (EN) The Laws of King Coloman (1095-1116), in The Laws of the Medieval Kingdom of Hungary, 1000-1301, traduzione di János M. Bak, György Bónis, James Ross Sweeney, Charles Schlacks, Jr. Publishers, 1999,  pp. 23-31, ISBN 1-884445-29-2.
- (EN) The letters of Henry IV: Henry thanks Duke Almus for his support and promises him a reward, in Imperial Lives & Letters of the Eleventh Century, traduzione di Theodor Mommsen e Karl F. Morrison, Columbia University Press, 2000,  pp. 52-100, ISBN 978-0-231-12121-7.
- Nestore di Pečers'k, Cronaca degli anni passati: XI-XII secolo, traduzione di Alda Giambelluca Kossova, San Paolo, 2005, ISBN 978-88-215-5264-9.

### Fonti secondarie
- (EN) Július Bartl, Dušan Škvarna, Viliam Čičaj e Mária Kohútova, Slovak History: Chronology & Lexicon, Wauconda, Bolchazy-Carducci Publishers, 2002, ISBN 978-08-65-16444-4.
- (EN) Nora Berend, At the Gate of Christendom: Jews, Muslims and 'Pagans' in Medieval Hungary, c. 1000-c. 1300, Cambridge University Press, 2001, ISBN 978-0-521-02720-5.
- (EN) Florin Curta, Southeastern Europe in the Middle Ages, 500-1250, Cambridge, Cambridge University Press, 2006, ISBN 978-0-511-81563-8.
- (HU) Pál Engel, Přemysl [I Přemyslidi], in Gyula Kristó, Pál Engel e Ferenc Makk, Korai magyar történeti lexikon (9-14. század) [Enciclopedia della storia antica ungherese (IX–XIV secolo)], Akadémiai Kiadó, 1994,  pp. 559-561, ISBN 963-05-6722-9.
- (EN) Pál Engel, The Realm of St Stephen: A History of Medieval Hungary, 895-1526, I.B. Tauris Publishers, 2001, ISBN 1-86064-061-3.
- (HU) Géza Érszegi e László Solymosi, Az Árpádok királysága, 1000-1301 [La Monarchia degli Arpadi, 1000-1301], in László Solymosi, Magyarország történeti kronológiája, I: a kezdetektől 1526-ig [Cronologia Storica dell'Ungheria, Volume I: Dalle Origini al 1526], Akadémiai Kiadó, 1981,  pp. 79-187, ISBN 963-05-2661-1.
- (EN) John Van Antwerp Jr. Fine, The Early Medieval Balkans: A Critical Survey from the Sixth to the Late Twelfth Century, Ann Arbor, University of Michigan Press, 1991, ISBN 0-472-08149-7.
- (EN) Márta Font, Koloman the Learned, King of Hungary, Szegedi Középkorász Műhely, 2001, ISBN 963-482-521-4.
- (EN) Gábor Klaniczay, Holy Rulers and Blessed Princes: Dynastic Cults in Medieval Central Europe, Cambridge University Press, ISBN 0-521-42018-0.
- (EN) László Kontler, Millennium in Central Europe: A History of Hungary, Atlantisz Publishing House, 1999, ISBN 963-9165-37-9.
- (HU) Gyula Kristó e Ferenc Makk, Az Árpád-ház uralkodói [Sovrani della casata degli Arpadi], I.P.C. Könyvek, 1996, ISBN 963-7930-97-3.
- (EN) Branka Magaš, Croatia Through History, SAQI, 2007, ISBN 978-0-86356-775-9.
- (EN) Ferenc Makk, The Árpáds and the Comneni: Political Relations between Hungary and Byzantium in the 12th century, traduzione di György Novák, Akadémiai Kiadó, 1989, ISBN 963-05-5268-X.
- (EN) Tadeusz Manteuffel, The Formation of the Polish State: The Period of Ducal Rule, 963-1194, traduzione di Andrew Gorski, Wayne State University Press, 1982, ISBN 0-8143-1682-4.
- (EN) John Julius Norwich, The Normans in Sicily, Penguin Books, 1992, ISBN 978-0-14-015212-8.
- (EN) Jay Rubenstein, Armies of Heaven: The First Crusade and the Quest for Apocalypse, Basic Books, 2011, ISBN 978-0-465-01929-8.
- Steven Runciman, Storia delle crociate, traduzione di A. Comba e E. Bianchi, Einaudi, 2005, ISBN 978-88-06-17481-1.
- (EN) Paul Stephenson, Byzantium's Balkan Frontier: A Political Study of the Northern Balkans, 900-1204, Cambridge University Press, 2000, ISBN 978-0-521-02756-4.
- (EN) Christopher Tyerman, God's War: A New History of the Crusades, The Belknap Press of Harvard University Press, 2006, ISBN 978-0-674-02387-1.
- (EN) Przemysław Wiszewski, Domus Bolezlai: Values and Social Identity in Dynastic Traditions of Medieval Poland (c. 966-1138), Brill, 2010, ISBN 978-90-04-18142-7.